# Mopsolodes
Genre
Mopsolodes est un genre d'araignées aranéomorphes de la famille des Salticidae.

## Distribution
Les espèces de ce genre se rencontrent en Papouasie-Nouvelle-Guinée et en Australie,.

## Liste des espèces
Selon World Spider Catalog (version 18.0, 25/04/2017) :
- Mopsolodes australensis Żabka, 1991
- Mopsolodes furculosus Gardzinska, 2012

## Publication originale
- Żabka, 1991 : Salticidae (Arachnida: Araneae) of Oriental, Australian and Pacific regions, VII. Mopsolodes, Abracadabrella and Pseudosynagelides-new genera from Australia. Records of the Australian Museum, vol. 30, p. 621-644 (texte intégral).